# Deutsche Volleyball-Bundesliga 1996/97 (Männer)
Die Saison 1996/97 der Volleyball-Bundesliga war die dreiundzwanzigste Ausgabe dieses Wettbewerbs. Der SV Bayer Wuppertal wurde Deutscher Meister. Mendig und Leipzig mussten absteigen.

## Mannschaften
In dieser Saison spielten folgende zehn Mannschaften in der Bundesliga:
- Post SV Berlin
- SCC Berlin
- ASV Dachau
- Dürener TV
- SV Fellbach
- VfB Friedrichshafen
- SC Leipzig
- VC Eintracht Mendig
- Moerser SC
- SV Bayer Wuppertal

## Ergebnisse
Nach der Hauptrunde gab es eine Playoff-Runde, um den neuen Meister zu ermitteln.

### Hauptrunde
|     | Verein          | Punkte | Sätze |
| --- | --------------- | ------ | ----- |
| 1.  | Moers           | 28:8   | 45:16 |
| 2.  | Dachau          | 28:8   | 44:15 |
| 3.  | Wuppertal       | 28:8   | 47:19 |
| 4.  | SCC Berlin      | 22:14  | 38:30 |
| 5.  | Friedrichshafen | 20:16  | 38:34 |
| 6.  | Fellbach        | 20:16  | 35:32 |
| 7.  | Post Berlin     | 16:20  | 30:37 |
| 8.  | Düren           | 10:26  | 26:45 |
| 9.  | Mendig          | 4:32   | 16:49 |
| 10. | Leipzig         | 4:32   | 10:52 |

### Play-offs
Finale: SV Bayer Wuppertal – VfB Friedrichshafen 3:2, 3:0, 1:3, 3:1